# Kapingamarangi (langue)
Le kapingamarangi est une langue polynésienne parlée par 3000 locuteurs sur les îles de Kapingamarangi (2 000 locuteurs) et de Pohnpei (1 000 locuteurs), aux États fédérés de Micronésie. Elle est très similaire au nukuoro.